# 9844 Otani
9844 Otani è un asteroide della fascia principale. Scoperto nel 1989, presenta un'orbita caratterizzata da un semiasse maggiore pari a 2,6989096 UA e da un'eccentricità di 0,2189541, inclinata di 12,92943° rispetto all'eclittica.